# Baudenkmalensemble Juliusstadt
Das Baudenkmalensemble Juliusstadt ist eine Gruppe von Baudenkmalen in der niedersächsischen Stadt Wolfenbüttel. Der Begriff Juliusstadt wird im Verzeichnis der Baudenkmale der Stadt Wolfenbüttel so genannt. Das Verzeichnis liegt der Denkmaltopographie Stadt Wolfenbüttel bei. Der Stand der Liste ist der 1. März 1983.

## Baudenkmale in den Straßen

### Juliusmarkt
| Lage                                       | Bezeichnung         | Beschreibung                                                          | ID       | Bild |
| ------------------------------------------ | ------------------- | --------------------------------------------------------------------- | -------- | ---- |
| Juliusmarkt 1 52° 9′ 46″ N, 10° 32′ 47″ O  | Wohnhaus            |                                                                       | 33865786 |      |
| Juliusmarkt 2 52° 9′ 46″ N, 10° 32′ 48″ O  | Wohnhaus            |                                                                       | 33865765 |      |
| Juliusmarkt 3 52° 9′ 47″ N, 10° 32′ 49″ O  | Wohn-/Geschäftshaus |                                                                       | 33865744 |      |
| Juliusmarkt 4 52° 9′ 47″ N, 10° 32′ 49″ O  | Wohnhaus            |                                                                       | 33865723 |      |
| Juliusmarkt 5 52° 9′ 47″ N, 10° 32′ 50″ O  | Wohnhaus            |                                                                       | 33865702 | BW   |
| Juliusmarkt 6 52° 9′ 48″ N, 10° 32′ 49″ O  | Wohnhaus            | Nicht im Niedersächsischen Denkmalatlas (abgerufen am 10. Juni 2020). |          |      |
| Juliusmarkt 7 52° 9′ 48″ N, 10° 32′ 48″ O  | Wohnhaus            |                                                                       | 33865659 |      |
| Juliusmarkt 8 52° 9′ 48″ N, 10° 32′ 48″ O  | Wohnhaus            |                                                                       | 33865638 |      |
| Juliusmarkt 9 52° 9′ 48″ N, 10° 32′ 47″ O  | Wohnhaus            |                                                                       | 33865617 |      |
| Juliusmarkt 10 52° 9′ 48″ N, 10° 32′ 46″ O | Wohnhaus            |                                                                       | 33865596 |      |

### Juliusstraße
| Lage                                       | Bezeichnung | Beschreibung | ID       | Bild |
| ------------------------------------------ | ----------- | ------------ | -------- | ---- |
| Juliusstraße 1 52° 9′ 48″ N, 10° 32′ 49″ O | Wohnhaus    |              | 33865575 | BW   |
| Juliusstraße 2 52° 9′ 47″ N, 10° 32′ 50″ O | Wohnhaus    |              | 33865554 | BW   |
| Juliusstraße 3 52° 9′ 48″ N, 10° 32′ 49″ O | Wohnhaus    |              |          | BW   |
| Juliusstraße 4 52° 9′ 47″ N, 10° 32′ 50″ O | Wohnhaus    |              | 33865723 | BW   |
| Juliusstraße 5 52° 9′ 48″ N, 10° 32′ 50″ O | Wohnhaus    |              |          | BW   |
| Juliusstraße 6 52° 9′ 47″ N, 10° 32′ 51″ O | Wohnhaus    |              |          | BW   |
| Juliusstraße 7 52° 9′ 48″ N, 10° 32′ 51″ O | Wohnhaus    |              |          | BW   |

### Marktstraße
| Lage                                       | Bezeichnung | Beschreibung | ID       | Bild |
| ------------------------------------------ | ----------- | ------------ | -------- | ---- |
| Marktstraße 1 52° 9′ 47″ N, 10° 32′ 45″ O  | Wohnhaus    |              | 33865426 | BW   |
| Marktstraße 3 52° 9′ 47″ N, 10° 32′ 44″ O  | Wohnhaus    |              |          | BW   |
| Marktstraße 4 52° 9′ 46″ N, 10° 32′ 43″ O  | Wohnhaus    |              |          | BW   |
| Marktstraße 4a 52° 9′ 47″ N, 10° 32′ 44″ O | Wohnhaus    |              |          | BW   |
| Marktstraße 5 52° 9′ 47″ N, 10° 32′ 45″ O  | Wohnhaus    |              |          | BW   |
| Marktstraße 6 52° 9′ 46″ N, 10° 32′ 46″ O  | Wohnhaus    |              | 33862079 | BW   |
| Marktstraße 52° 9′ 47″ N, 10° 32′ 41″ O    | Brücke      |              | 33864319 | BW   |

### Wallstraße
| Lage                                         | Bezeichnung | Beschreibung | ID       | Bild |
| -------------------------------------------- | ----------- | ------------ | -------- | ---- |
| Wallstraße 11 52° 9′ 48″ N, 10° 32′ 30″ O    | Wohnhaus    |              |          | BW   |
| Wallstraße 12 52° 9′ 48″ N, 10° 32′ 31″ O    | Wohnhaus    |              |          | BW   |
| Wallstraße 13 52° 9′ 48″ N, 10° 32′ 32″ O    | Wohnhaus    |              |          | BW   |
| Wallstraße 14 52° 9′ 48″ N, 10° 32′ 32″ O    | Wohnhaus    |              |          | BW   |
| Wallstraße 15 52° 9′ 48″ N, 10° 32′ 32″ O    | Wohnhaus    |              |          | BW   |
| Wallstraße 16 52° 9′ 47″ N, 10° 32′ 33″ O    | Wohnhaus    |              |          | BW   |
| Wallstraße 17 52° 9′ 48″ N, 10° 32′ 33″ O    | Wohnhaus    |              |          | BW   |
| Wallstraße 18 52° 9′ 47″ N, 10° 32′ 34″ O    | Wohnhaus    |              |          | BW   |
| Wallstraße 19 52° 9′ 48″ N, 10° 32′ 33″ O    | Wohnhaus    |              |          | BW   |
| Wallstraße 21 52° 9′ 48″ N, 10° 32′ 34″ O    | Wohnhaus    |              |          | BW   |
| Wallstraße 22/24 52° 9′ 45″ N, 10° 32′ 35″ O | Schule      |              |          | BW   |
| Wallstraße 23 52° 9′ 48″ N, 10° 32′ 35″ O    | Wohnhaus    |              |          | BW   |
| Wallstraße 25 52° 9′ 47″ N, 10° 32′ 36″ O    | Wohnhaus    |              | 33865004 | BW   |
| Wallstraße 27 52° 9′ 47″ N, 10° 32′ 37″ O    | Wohnhaus    |              | 33864983 | BW   |